# Zaragoza (El Salvador)
Zaragoza é um município localizado no departamento de La Libertad, em El Salvador. Sua população estimada em 2007 era de 22 525 habitantes.

## Transporte
O município de Zaragoza é servido pela seguinte rodovia:
- LIB-11  que liga a cidade ao município de Nueva San Salvador
- LIB-02  que liga a cidade ao município de San José Villanueva
- CA-04, que liga o município de San Ignacio (e a Fronteira El Salvador-Honduras, na cidade de Ocotepeque - rodovia CA-08 Hondurenha) (Departamento de Chalatenango) à cidade de Santa Tecla (Departamento de La Libertad)
- LIB-05, que ligam vários cantões do município [2]